# Hawaii Volcanoes nationalpark

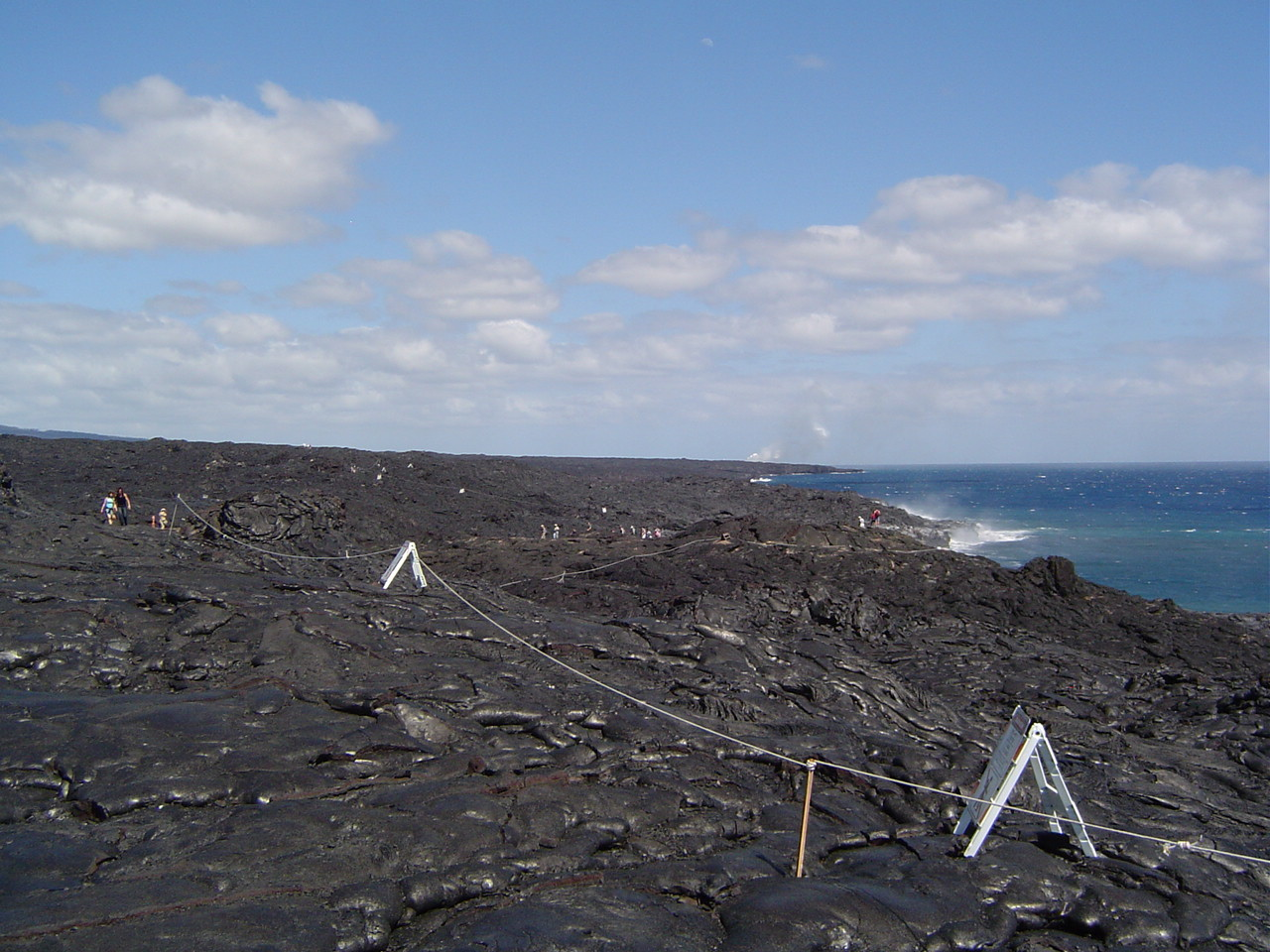
Vandring över lavafält i nationalparken

Hawaii Volcanoes nationalpark ligger på ön Hawaii i USA och grundades 1916. Den är resultatet av 70 miljoner års vulkanism och evolutionsprocesser som täckt området med ett komplext och unikt ekosystem.
Parken omfattar skilda miljöer som går från havsnivån till toppen av jordens största vulkan, Mauna Loa, 4169 meter hög. Kilauea, världens mest aktiva vulkan, ger forskarna insyn i hur nya öar föds i Hawaii och besökare vyer över ett dramatiskt vulkaniskt landskap. Parken omfattar 1 309 km² land.
Mer än halva parken är förklarat vildmarksområde och erbjuder ovanliga vandrings- och campingsmöjligheter. Nationalparken har för sina enastående naturvärden blivit ett världsarv.
Det sägs att om någon vulkanisk sten tas från Hawaii kommer personen som tog den få en förbannelse över sig, till dess stenen återlämnas. Detsamma gäller för svart sand.
Den vulkaniska aktiviteten har hjälpt till att skapa Punaluu svarta sandstrand.